# 唐白河
唐白河，是中國湖北省和河南省的河流，汉江最大的支流，由唐河、白河汇集而成，两河在襄州区（原襄阳县）雙溝鎮两河口交汇后稱作唐白河，南流抵武营南，转向西流，纳港沟（黄龙港）水，至刘集转南，至赵寨转向西南，在洪山头会滚河，至东津镇张家湾流入汉江，长22.6公里，流域面积24215平方公里。
該河近年來因上游南陽地區工業發展，造成河水污染嚴重，有「黑河」之稱。
2010年建成的崔家营航电枢纽，渠化唐白河17.5km河道。河南省将唐河航道定位为“五条地区重要航道”，北煤南运和北货西运的水上通道，南阳市“通江达海”的主要出口。